# Almir Velagic
Almir Velagic (* 22. August 1981 in Livno, SFR Jugoslawien, heute Bosnien und Herzegowina) ist ein ehemaliger deutscher Gewichtheber und seit 2021 Bundestrainer der Gewichtheber.

## Werdegang
Almir Velagic, ein gebürtiger Bosnier, begann 1992 mit dem Gewichtheben beim AC Kaufbeuren. Für den Verein startete er bis Mitte 2009 auch noch bei Einzelwettkämpfen, wechselte dann aber zum AV 03 Speyer. Der Superschwergewichtler tritt seit 2006 zudem für die Mannschaft des SV Germania Obrigheim an, zuvor startete er für den AC Forst. Bis 2004 trat Velagic im Schwergewicht bis 105 kg an, wechselte dann aber aufgrund stagnierender Leistungen ins Superschwergewicht über 105 kg. Der Sportsoldat gehört der Sportförderkompanie der Bundeswehr in Bruchsal an.
Bei der Weltmeisterschaft 2005 erreichte Velagic Platz elf, 2006 Platz acht und 2007 wurde er Zwölfter. Die Europameisterschaften 2007 beendete er als Sechster. 2005, 2006 und 2007 wurde Velagic zudem Deutscher Meister im Superschwergewicht über 105 kg. Mit starker Leistung beim Adria-Alpencup 2008 qualifizierte er sich für die Olympischen Spiele 2008 in Peking, bei denen er mit 413 kg (188 kg Reißen und 225 kg Stoßen) den achten Platz belegte und gleichzeitig eine persönliche Bestleistung aufstellte.
Bei den Europameisterschaften 2009 in Bukarest errang Velagic mit einer neuen persönlichen Bestleistung von 190 kg die Bronzemedaille im Reißen hinter Shymechko und Pisarev sowie Bronze im Stoßen mit 228 kg und Silber im Zweikampf mit 418 kg hinter Shymechko mit 433 kg. Bei den Olympischen Spielen 2012 in London erreichte er Platz acht in der Gewichtsklasse über 105 kg. Die Platzierung wurde durch nachträgliche Disqualifikationen anderer Athleten auf Rang sechs korrigiert.
Bei den Europameisterschaften 2014 gewann Velagic Bronze im Zweikampf. Bei den Europameisterschaften 2015 wurde er zunächst Vierter im Zweikampf sowie im Reißen. Nach der Dopingüberführung von Oleg Proshak erhielt Velagic zwei Bronzemedaillen.
Im Dezember 2021 wurde Almir Velagic Bundestrainer der Männer und Frauen im Bundesverband Deutscher Gewichtheber.

## Statistik
Bestleistungen
- Reißen: 195 kg bei den Weltmeisterschaften 2015 in Houston, Texas
- Stoßen: 242 kg beim Olympischen Test Turnier in Rio de Janeiro, Brasilien
- Zweikampf: 433 kg (195 kg/238 kg) bei den Weltmeisterschaften 2015 in Houston, Texas

Erfolge
- J-EM Teilnehmer 2000 und 2001
- Deutscher Meister 2005, 2006, 2007
- EU-Meisterschaften 2002 (1. Platz Reißen – 1. Platz Stoßen – 1. Platz Zweikampf)
- EM-Teilnehmer 2003, 2006, 2007, 2008, 2009, 2010, 2013, 2014, 2015
- WM-Teilnehmer 2005, 2006, 2007, 2009, 2010, 2011, 2014, 2015
- Olympische Spiele 2008 (8. Platz Zweikampf)
- Europameisterschaften 2009 (3. Platz Reißen – 3. Platz Stoßen – 2. Platz Zweikampf)
- Europameisterschaften 2010 (3. Platz Reißen – 4. Platz Stoßen – 4. Platz Zweikampf)
- Olympischen Spiele 2012 (8. Platz Zweikampf)
- Europameisterschaften 2014 (3. Platz Zweikampf – 4. Platz Reißen – 4. Platz Stoßen)
- Europameisterschaften 2015 (3. Platz Zweikampf – 3. Platz Reißen – 5. Platz Stoßen)